# North Claines
North Claines est une paroisse civile du Worcestershire, en Angleterre.